# Pedra do Sino
A Pedra do Sino, com 2.275 metros de altitude, é o ponto culminante do Parque Nacional da Serra dos Órgãos. Localizada no município de Guapimirim, no estado brasileiro do Rio de Janeiro, é procurada por montanhistas e alpinistas para a prática de diversos esportes e atividades turísticas.
Lá do alto a vista alcança toda a Baía de Guanabara, a cidade do Rio de Janeiro e parte do Vale do Paraíba, no lado continental. O acesso é feito a partir da Sede Teresópolis do Parnaso e e a trilha é um clássico do montanhismo.
São cerca de 11 km (cinco a seis horas) de caminhada desde a sede do Parque, em Teresópolis, a 1.100 metros de altitude, até o ponto culminante da serra. O primeiro trecho é mais leve, por dentro da mata, com calçamento da época do Império. As duas cachoeiras no caminho são boas opções de parada. A trilha é acidentada e seu acesso é limitado a 100 pessoas por dia. A trilha é também o trecho final da tradicional travessia Petrópolis-Teresópolis.
Após dormir em um tradicional abrigo de montanha ou área de camping, o visitante tem a oportunidade de assistir ao espetacular nascer do sol a mais de 2 mil metros de altura. Durante o inverno, devido às baixas temperaturas que podem atingir 0 °C, é comum ver uma fina camada de gelo sobre a vegetação pela manhã. Ao longo da suave descida até a sede Teresópolis, o caminhante pode observar a Mata Atlântica em suas diferentes formas de vegetação, passando por campos de altitude e por uma floresta densa e preservada, com abundante fauna e flora, cachoeiras e cavernas. O assobio característico da "saudade" (Tijuca atra), ave endêmica da região, é o maior companheiro do caminhante, que já começa a se despedir deste trecho dos Caminhos da Serra do Mar.